# La Vall d’Uixó
La Vall d’Uixó – gmina w Hiszpanii, w prowincji Castellón, w Walencji, o powierzchni 67,08 km². W 2011 roku gmina liczyła 32 782 mieszkańców.